# Ombre cinesi
Il teatro delle ombre cinesi è una forma d'arte cinese che può vantare una lunghissima tradizione.
Le ombre cinesi sono un tipo di spettacolo molto antico che veniva svolto in teatrini ambulanti che si spostavano da un paese all'altro, similmente ai gabbiotti delle marionette o dei pupi siciliani. Era comune trovare questi teatri ambulanti vicino ai templi, durante le ricorrenze religiose, ma anche nelle feste laiche come il Capodanno o alle fiere di paese.

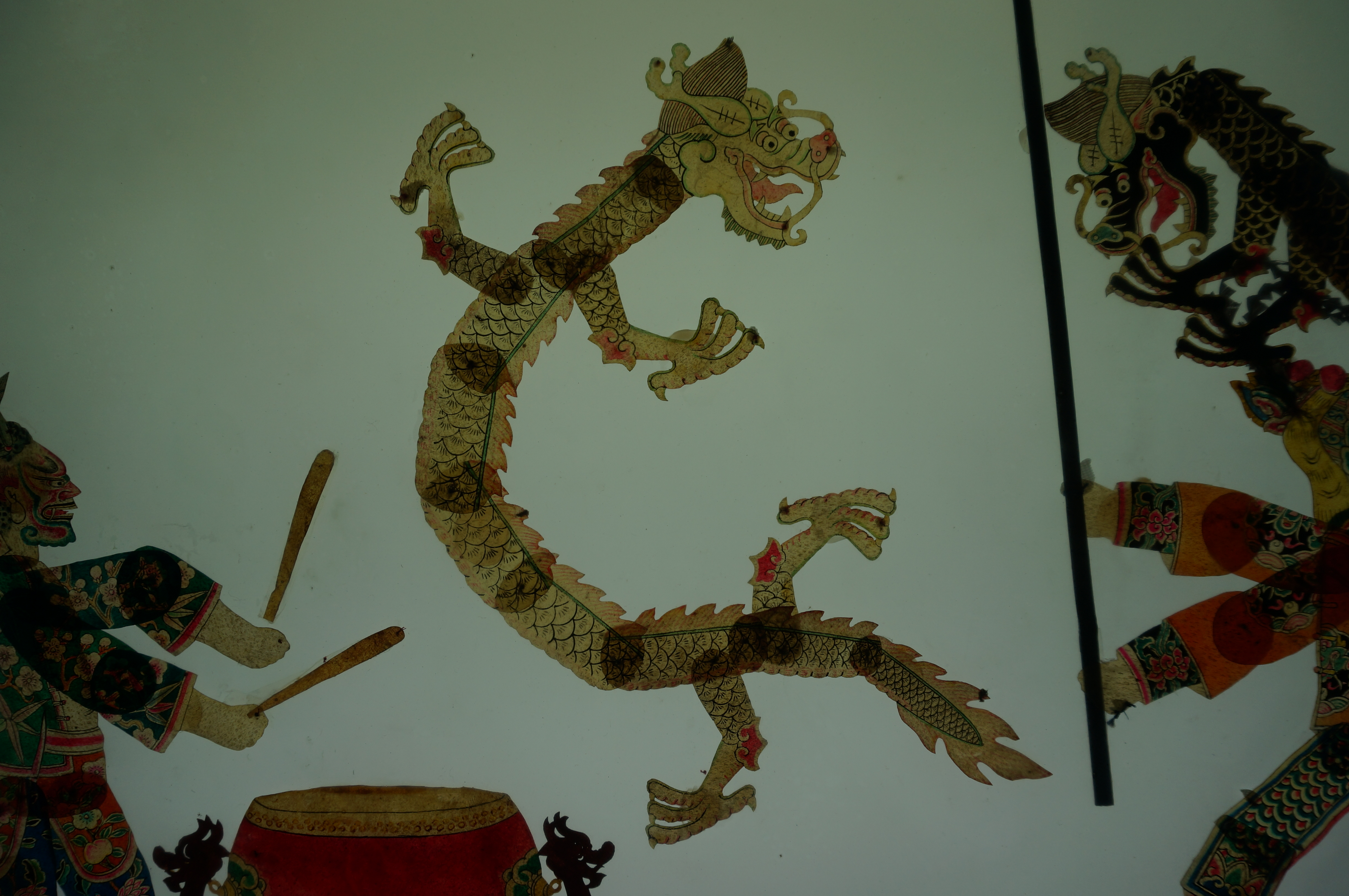
Antico esempio di ombre cinesi

Negli spettacoli le figure non si vedono direttamente ma, come dice il nome stesso, appaiono solo le loro ombre. Lo spettatore si pone davanti a uno schermo bianco semi-trasparente dietro il quale degli attori manovrano le figure e recitano le varie parti. Una fonte di luce proietta le ombre direttamente sullo schermo, con l'effetto di ingigantirle e rendere animate le figure.
Una leggenda vuole che l'Imperatore cinese Wudi (140-85 a.C.) fosse divenuto molto triste in seguito alla morte della sua concubina Li Furen. Per consolare il sovrano, i suoi eunuchi fecero scolpire una figura in legno simile alla donna e ne proiettarono l'ombra su una tenda. L'Imperatore, credendo che fosse lo spirito della sua amata che tornava a fargli visita, si sentì consolato. Oggi le figure non sono più di legno, ma di cuoio, più leggero e più semplice da maneggiare.
L'antica arte cinese è poi stata esportata in tutto il mondo e, al giorno d'oggi, con ombre cinesi si indicano, in generale, tutte le ombre che vengono proiettate attraverso l'uso delle mani o di ritagli di carta o cartoncini.